# Wassermannsee
Der Wassermannsee, auch Wassermann-See, ist eine Kiesgrube im Kölner Stadtteil Vogelsang.
Der See entstand in den 1920er Jahren. Die namensgebende Firma Wassermann baute dort Kies ab, den vor Millionen von Jahren ein alter Rheinarm angespült hatte. Nach der Beendigung des Kiesabbaus wuchs das Gelände ungestört und über Jahrzehnte zu. Der Zugang zum See und seine zum Teil sehr steile Böschung sind weitestgehend gesperrt. Er kann zum Angeln benutzt werden. Das Ufer wurde mit Hochstauden und Röhricht verfestigt. Der See hat eine Länge von fast 300 Metern und eine Breite von knapp 100 Metern.
Der See ist Teil des Vogelsanger Triotops, einem dreiteiligen Gebiet aus dem Naturschutzgebiet mit dem See und der naturnahen Wiesenlandschaft Wassermannpark, dem Gewerbepark und eines Naturraums, einer angelegten Streuobstwiese.